# قرار مجلس الأمن التابع للأمم المتحدة رقم 519
قرار مجلس الأمن التابع للأمم المتحدة رقم 519، الصادر في 17 آب 1982، بعد التذكير بالقرارات السابقة حول الموضوع ودراسة تقرير الأمين العام عن قوة الأمم المتحدة المؤقتة في لبنان (اليونيفيل)، وأشار المجلس إلى أن الوضع بين إسرائيل ولبنان يستدعي تمديد ولاية اليونيفيل حتى 19 تشرين الأول 1982.
ثم أذن المجلس لليونيفيل بتنفيذ المهام الإنسانية بالإضافة إلى ولايتها المعتادة، ودعم الأمين العام والمراقبين من هيئة الأمم المتحدة لمراقبة الهدنة في أدوارهم.
تم اعتماد القرار بأغلبية 13 صوتًا، بينما امتنعت جمهورية بولندا الشعبية والاتحاد السوفيتي عن التصويت.